# Dactylorhiza dinglensis
Dactylorhiza dinglensis är en orkidéart som först beskrevs av Alfred James Wilmott, och fick sitt nu gällande namn av Károly Rezsö Soó von Bere. Dactylorhiza dinglensis ingår i Handnyckelsläktet som ingår i familjen orkidéer. Inga underarter finns listade i Catalogue of Life.